# الکساندر مورسکی
الکساندر مورسکی (انگلیسی: Alexander Murski؛ ۱ نوامبر ۱۸۶۹ – آوریل ۱۹۴۳) یک هنرپیشه اهل آلمان بود. 
از فیلم‌ها یا برنامه‌های تلویزیونی که وی در آن نقش داشته است می‌توان به خیابان اندوه و میکل اشاره کرد.